# تخریب (فیلم ۲۰۱۸)
تخریب (به انگلیسی: Attrition) همچنین به عنوان مأموریت نهایی نیز شناخته می‌شود نام یک فیلم اکشن آمریکایی محصول سال ۲۰۱۸ است که توسط ماتیو ورلر کارگردانی شده و بر اساس فیلمنامه استیون سیگال تهیه شده‌است. این فیلم در ۲۴ سپتامبر ۲۰۱۸ به صورت ویدئویی منتشر شد.

## داستان
داستان فیلم در مورد رهبر نیروهای ویژه به نام آکس می باشد که تصمیم می‌گیرد دوران بازنشستگی خود را در جنگل های دور افتاده‌ای آسیا سپری کند و با شرایط زندگی در این مکان کنار بیاید. هنگامی که یک پدر نا امید از او می‌خواهد که دختر ربوده شده‌اش را پیدا کند، آکس تصمیم می‌گیرد دوران بازنشستگی خود را به پایان برسد و به عنوان آخرین ماموریتش این دختر جوان را نجات دهد. او تیم قدیمی خود را دوباره دور هم جمع می‌کند و با هم به سراغ آدم ربایان می‌روند تا دخترک ربوده شده را به پدر و مادرش بازگردانند و…

## بازیگران
- استیون سیگال در نقش آکس
- رودی یانگبلاد در نقش ناپاک.[۲]
- فن سو وونگ در نقش چن من
- جیمز پ. بنت در نقش کلم بروکلی
- سرگئی بدویک در نقش هالیوود
- یو کانگ در نقش قموم
- ویتایا پانسینگام